# Liste der Baudenkmale in Falkenberg (Mark)
In der Liste der Baudenkmale in Falkenberg sind alle Baudenkmale der brandenburgischen Gemeinde Falkenberg und ihrer Ortsteile aufgelistet. Grundlage ist die Veröffentlichung der Landesdenkmalliste mit dem Stand vom 31. Dezember 2021.

## Legende
In den Spalten befinden sich folgende Informationen:
- ID-Nr.: Die Nummer wird vom Brandenburgischen Landesamt für Denkmalpflege vergeben. Ein Link hinter der Nummer führt zum Eintrag über das Denkmal in der Denkmaldatenbank. In dieser Spalte kann sich zusätzlich das Wort Wikidata befinden, der entsprechende Link führt zu Angaben zu diesem Denkmal bei Wikidata.
- Lage: die Adresse des Denkmales und die geographischen Koordinaten. Link zu einem Kartenansichtstool, um Koordinaten zu setzen. In der Kartenansicht sind Denkmale ohne Koordinaten mit einem roten beziehungsweise orangen Marker dargestellt und können in der Karte gesetzt werden. Denkmale ohne Bild sind mit einem blauen bzw. roten Marker gekennzeichnet, Denkmale mit Bild mit einem grünen beziehungsweise orangen Marker.
- Bezeichnung: Bezeichnung in den offiziellen Listen des Brandenburgischen Landesamtes für Denkmalpflege. Ein Link hinter der Bezeichnung führt zum Wikipedia-Artikel über das Denkmal.
- Beschreibung: die Beschreibung des Denkmales
- Bild: ein Bild des Denkmales und gegebenenfalls einen Link zu weiteren Fotos des Baudenkmals im Medienarchiv Wikimedia Commons

## Baudenkmale in den Ortsteilen

### Cöthen
| ID-Nr.            | Lage             | Bezeichnung | Beschreibung | Bild                                                   |
| ----------------- | ---------------- | --- | --- | ------------------------------------------------------ |
| 09180429          | (Lage)           | Begräbnisstätte der Familie von Jena, auf dem Friedhof                                                            | | Begräbnisstätte der Familie von Jena, auf dem Friedhof |
| 09180430          | (Lage)           | Grabstein Paul Matzdorf, auf dem Friedhof                                                                         | | Grabstein Paul Matzdorf, auf dem Friedhof              |
| 09180426          | Cöthen 18 (Lage) | Gemeindebackhaus                                                                                                  | | Gemeindebackhaus                                       |
| 09180425 Wikidata | Cöthen 24 (Lage) | Dorfkirche | Die evangelische Kirche wurde im Jahre 1830 erbaut, ihre ursprüngliche Ausstattung ist erhalten. Sie gehört zum Typus der preußischen Landkirchen aus der Zeit Karl Friedrich Schinkels. | weitere Bilder                                         |
| 09180427 Wikidata | Cöthen 25 (Lage) | Schulhaus mit Hofgebäude, Erinnerungstafel für Paul Matzdorf und Mahnmal für die Gefallenen des Ersten Weltkriegs | | weitere Bilder                                         |
| 09180428          | Cöthen 66 (Lage) | Dampfmaschine der Gutsbrennerei                                                                                   | | BW                                                     |

### Dannenberg/Mark
| ID-Nr.            | Lage              | Bezeichnung  | Beschreibung | Bild           |
| ----------------- | ----------------- | ------------ | --- | -------------- |
| 09180408          | B 158 (Lage)      | Chausseehaus | Das Haus befindet sich an der B 158 | BW             |
| 09180407 Wikidata | Am Teich 2 (Lage) | Dorfkirche   | Die Kirche wurde im Jahr 1894 erbaut. Es ist ein neugotischer Saalbau aus Feldsteinbau mit einem Westturm, Fenster und andere Detail sind aus Backstein. Der Turm hat einen oktogonalen Aussatz mit einer ebenfalls oktogonalen Spitze. | weitere Bilder |

### Falkenberg/Mark
| ID-Nr.            | Lage                         | Bezeichnung | Beschreibung | Bild                                           |
| ----------------- | ---------------------------- | --- | --- | ---------------------------------------------- |
| 09180885 Wikidata | Am Bahnhof 1-2 (Lage)        | Bahnhofsanlage, bestehend aus altem und neuem Bahnhofsgebäude sowie Bahnhofsvorplatz mit Pflasterung                               | Der Bahnhof und das alte einstöckige Empfangsgebäude aus verbrettertem Fachwerk gingen 1865 in Betrieb. 1906 entstand neben dem alten das neue Bahnhofsgebäude, ein zweigeschossiger Putzbau.                 | weitere Bilder                                 |
| 09180422          | Cöthener Weg 4 (Lage)        | Jagdhaus „Mon Choix“ | Der zweigeschossige Fachwerkbau wurde 1831 für den Gutsbesitzer Carl Friedrich von Jena aus dem nahegelegenen Cöthen errichtet.                                                                               | Jagdhaus „Mon Choix“                           |
| 09180421 Wikidata | Eberswalder Straße (Lage)    | Dorfkirche | Nach einem Brand wurde die evangelische Kirche als Fachwerkbau von 1817 bis 1820 errichtet. Das Innere ist in drei Schiffe geteilt, die Ausstattung mit Orgelprospekt und Kanzelaltar stammt aus der Bauzeit. | weitere Bilder                                 |
| 09180222          | Eberswalder Straße 17 (Lage) | Wohnhaus („Schweizer Haus“) mit Feldsteinmauer                                                                                     | Der zweigeschossige Ziegelbau mit Fachwerk entstand 1801 und wurde 1833 erweitert. | Wohnhaus („Schweizer Haus“) mit Feldsteinmauer |
| 09180223          | Eberswalder Straße 30 (Lage) | Wohnhaus „Schlößchen“ | | Wohnhaus „Schlößchen“                          |
| 09180224          | Eberswalder Straße 32 (Lage) | Schule mit Grundstückseinfassung                                                                                                   | | Schule mit Grundstückseinfassung               |
| 09180423          | Fontaneplatz (Lage)          | Denkmal für Theodor Fontane | | Denkmal für Theodor Fontane                    |
| 09180839 Wikidata | Karl-Marx-Straße 26 (Lage)   | Wassermühle | | weitere Bilder                                 |
| 09180165          | Karl-Marx-Straße 32 (Lage)   | Wohnhaus | | Wohnhaus                                       |
| 09180411          | Lindenstraße 1 (Lage)        | Villa | | Villa                                          |
| 09180840          | Lindenstraße 11 (Lage)       | Turmvilla | | Turmvilla                                      |
| 09180751 Wikidata | Mühlenweg (Lage)             | Bergfriedhof | Der Bergfriedhof wurde um 1820 angelegt. Mit unter Denkmalschutz stehen die Trauerhalle und ein Denkmal für die Opfer beider Weltkriege.                                                                      | weitere Bilder                                 |
| 09180910          | Uchtenhagen 1, 2, 3 (Lage)   | Missionshaus „Stift Uchtenhagen“ mit zwei Wohnhäusern, „Brüderhaus“ und Rektorat (heute Gnadauer Theologisches Seminar Falkenberg) | | BW                                             |

### Gersdorf
| ID-Nr.            | Lage              | Bezeichnung | Beschreibung | Bild           |
| ----------------- | ----------------- | ----------- | ------------ | -------------- |
| 09180497 Wikidata | Dorfstraße (Lage) | Dorfkirche  |              | weitere Bilder |

### Kruge
| ID-Nr.   | Lage                  | Bezeichnung  | Beschreibung | Bild         |
| -------- | --------------------- | ------------ | --- | ------------ |
| 09180498 | Apfelallee 20 (Lage)  | Kulturhaus   | Das ehemalige Kulturhaus wurde von 1952 bis 1953 erbaut. Es ist ein zweigeschossiger Bau mit einem Walmdach. Auf dem Dach befindet sich ein Uhrenturm. | Kulturhaus   |
| 09181279 | Hauptstraße 18 (Lage) | Dorfschmiede | Die einstöckige Dorfschmiede entstand Mitte des 19. Jahrhunderts.                                                                                      | Dorfschmiede |

## Ehemalige Baudenkmale
| ID-Nr.   | Lage                                        | Bezeichnung     | Beschreibung | Bild |
| -------- | ------------------------------------------- | --------------- | ------------ | ---- |
| 09180424 | Amalienhof, Ernst-Thälmann-Straße 99 (Lage) | Wollspinnerhaus |              | BW   |